# 建設工学
建設工学（けんせつこうがく、英語: Construction engineering）、建設エンジニアリング（けんせつエンジニアリング）は、道路 、トンネル、橋、空港、鉄道 、施設、建物、 ダム 、ユーティリティなどのインフラストラクチャの設計、計画 、建設、管理を担当する専門分野。建設工学は、土木工学や建築学の工学分野の専門的な副次的実践範囲とみなされている。
建設技術は、建設プロジェクトの実用的な側面をより多く扱う関連分野。建設技術者は、土木エンジニアと同様の設計面や建設現場の管理者と同様のプロジェクトサイトにおける管理面についていくつか学ぶ。これらの技術者は、土木エンジニアと建設マネージャーの間を交差する。
米国において教育レベルでは土木工学科の学生は主に設計業務に専念している。これはより分析的であり、設計専門家としてのキャリアに向かっている。これは、本質的に、4年の認定度を取得する課程の中で、多数の挑戦的な技術科学とデザインのコースを取ることを求めている。また、建設管理者向けの教育は、主に建設手続き、方法、費用、スケジュール、人事管理に重点を置いている。彼らの主な関心事は、時間内、予算内、そして望ましい品質のプロジェクトを提供することであるからに他ならない。建設技術者と土木技師の違いは、土木工学は完全な工学分野であることである。建設技術学専攻の学生は基本設計コースと建設管理コースとの受講がある。

## 仕事の活動
建設エンジニアが従うことを選択した職種に応じて、入門者レベルの設計エンジニアは通常、プロジェクトマネージャにサポートを提供し、承認されたプロジェクトの計画と建設のための概念設計、範囲、およびコスト見積の作成支援を経験。設計作業のキャリアには、プロのエンジニアライセンス（たとえばPE）が必要であり、このキャリアパスを追求する個人は、PEライセンスを取得するために大学卒で5年間（米国では4年）さらに卒業後、Engineing In Training試験（EIT）の受験を強く勧められていく。
エントリーレベルの建設マネージャーのポジションは、通常、プロジェクトエンジニアまたはアシスタントプロジェクトエンジニアと呼ばれている。そして購買依頼の準備、変更注文の処理、毎月の予算レポートの作成、会議の議事録の処理を担当。建設管理のポジションは必ずしもPEライセンスを必要とはしない。個人を所有すること、個人がより市場性のあるものになるようにしていくがPPEライセンスは、個人が一時的な構造設計でサインオフすることを可能にするからに他ならない。

## 能力
建設エンジニアは問題解決者であり、環境の独自の要求を最も満たすインフラの構築に貢献し、そのためインフラのライフサイクルを理解できる必要がある。設計エンジニアと比較して対比すると、建設エンジニアは明確で想像力豊かな技術的課題を解決するための独自の視点を持っている。このキャリアパスを検討している人は確かに数学と科学を強く理解する必要があるが、批判的で分析的な思考、時間管理、人事管理、 コミュニケーションスキルなど、他の多くのスキルが備わっていることも非常に望ましい。

## 教育上の必要条件
米国では建設工学の学位を取得しようとする者は、まず、EACまたは技術認定委員会（ABAC）の技術認定委員会（TAC）によって認定されていることを確認する必要がある。ABET認定は、大学または大学のプログラムが、学生が就職準備する職業によって確立された品質基準を満たしているという保証である。